# Jaroslav Hübl (Eishockeyspieler, 1982)
Jaroslav Hübl (* 29. Dezember 1982 in Ústí nad Labem, Tschechoslowakei) ist ein deutsch-tschechischer Eishockeytorwart, der seit der Saison 2021/22 bei den Blue Devils Weiden in der Eishockey-Oberliga unter Vertrag steht. Sein Vater Jaroslav Hübl senior und sein Cousin Viktor sind ebenfalls Eishockeyspieler.

## Karriere
Jaroslav Hübl begann seine Profilaufbahn beim tschechischen Verein HC Litvínov, für den er von 1999 bis 2003 in der tschechischen U20-Meisterschaft auflief. Dort spielte er neben regelmäßigen Einsätzen im U20-Team und einigen Spielen in der ersten Mannschaft dieses Clubs auch einzelne Partien für die U20-Nationalmannschaft Tschechiens. Daneben war er in der 2. národní hokejová liga, der dritthöchsten Liga, für den HC Most aktiv.
Der Durchbruch gelang ihm in der Saison 2006/07, als Hübl für die erste Mannschaft des HC Litvínov insgesamt 46 Spiele absolvierte. Dabei erreichte er einen Gegentorschnitt von 3,08 pro Spiel.
2008 ersetzte Hübl beim HC Davos den verletzten Leonardo Genoni für drei Spiele.
Vor der Saison 2012/13 wurde Jaroslav Hübl an die SCL Tigers ausgeliehen und ersetzte dort während dessen Verletzung den Stammtorhüter Thomas Bäumle. Er spielte 18 Spiele für die Tigers (ø 3,40 Gegentore/Spiel). Anfang 2013 folge der Wechsel nach Finnland zu Ilves.
Für die Saison 2013/14 unterschrieb er einen Vertrag beim italienischen EBEL-Einsteiger HC Bozen. In den folgenden drei Jahren absolvierte Hübl insgesamt 157 Hauptrundenspiele für den HC Bozen und stand auch in allen 17 Playoff-Partien der Südtiroler auf dem Eis. In der Saison 2013/14 führte er den HC Bozen zum überraschenden EBEL-Meistertitel. Aufgrund durchwachsener Leistungen in der Saison 2015/16 entschied der HCB, den Vertrag mit Hübl nicht zu verlängern. Abschließend absolvierte Hübl ein Try-Out bei seinem Heimatverein HC Litvínov, bei dem er auch auf seinen Cousin Viktor traf, und erhielt schließlich einen Vertrag. Neben Einsätzen in der Extraliga spielte er auch beim Farmteam HC Most in der zweiten tschechischen Spielklasse.
Im Mai 2017 wurde er von den Fischtown Pinguins verpflichtet. Da Hübl auch die deutsche Staatsbürgerschaft besitzt, belastet er in der DEL das Ausländerkontingent nicht.
Nach zwei Saisons in Bremerhaven verließ Hübl die Pinguine und wechselte in die DEL2 zum EV Landshut, für die er ebenfalls zwei Spielzeiten auf dem Eis stand. 
Im Frühjahr 2021 gab Hübl seinen Wechsel zu den Blue Devils Weiden in die Oberliga Süd bekannt.

### International
Während seiner Karriere stand Hübl mehrmals für die tschechische Nationalmannschaft auf dem Eis. In der Saison 2001/02 bestritt er für die U20-Mannschaft vier Partien (ø 3,00 Gegentore/Spiel), 2009/10 absolvierte er zwei Spiele für die A-Mannschaft (ø 3,00 Gegentore/Spiel).

## Erfolge und Auszeichnungen
- 2007 Rookie des Jahres der tschechischen Extraliga
- 2014 EBEL-Sieger mit dem HC Bozen